# Nurkhon Iulaxeva
Nurkhon Iulaxeva (Uzbek: Нурхон Йўлдошхўжаева/Nurxon Yoʻldoshxoʻjayeva) fou una jove dansarina del poble uzbek a principis del segle xx. Nascuda el 1913 a Marguilan, en la Vall de Ferganà a l'est de l'Uzbekistan, Nurkhon va ser una de les primeres dones de l'Uzbekistan a ballar sense tindre la cara coberta amb el vel islàmic.
Nurkhon fou assassinada pel seu germà, sota les ordres del pare, per haver gosat dansar sense el vel l'any 1929. Les autoritats soviètiques varen rendir honors a Nurkhon com a heroïna de l'emancipació femenina i com a model per a les dones del poble uzbek de la nova societat socialista. Així es va erigir una estàtua de Nurkhon a Marguilan, la seva vila natal, després de la seva mort.
El monument a Nurkhon va ser enderrocat poc després que la República Socialista Soviètica de l'Uzbekistan fos proclamada l'estat independent de l'Uzbekistan el 31 d'agost de 1991. L'estàtua d'aquesta noia va ser jutjada inconvenient per als temps postsoviètics. Tot i així, a la ciutat de Ferganà hi ha una sala de cinema que encara duu el seu nom.
La figura de Nurkhon fou la protagonista principal d'una obra de teatre soviètica dirigida per Kamil Iaixin als temps de Stalin.